# Wuliqiao, Henan
Wuliqiao (kinesiska: 五里桥) är en köping i Kina. Den ligger i provinsen Henan, i den centrala delen av landet, omkring 260 kilometer sydväst om provinshuvudstaden Zhengzhou.
Genomsnittlig årsnederbörd är 916 millimeter. Den regnigaste månaden är augusti, med i genomsnitt 158 mm nederbörd, och den torraste är januari, med 5 mm nederbörd.